# Ian Williams
Ian Williams (31 agosto 1989) è un giocatore di football americano statunitense che gioca nel ruolo di nose tackle per i San Francisco 49ers della National Football League (NFL). Dopo non essere stato scelto nel Draft NFL 2011 firmò coi 49ers. Al college ha giocato a football all’Università di Notre Dame.

## Carriera professionistica

### San Francisco 49ers
Dopo non essere stato selezionato nel Draft 2011, Williams firmò in qualità di free agent coi San Francisco 49ers. Nella sua stagione da rookie non disputò alcuna partita mentre debuttò come professionista nella prima gara della stagione 2012, vinta in trasferta contro i Green Bay Packers.

## Vittorie e premi
- National Football Conference Championship: 1

San Francisco 49ers: 2012

## Statistiche
| Partite totali             | 1 |
| Partite totali da titolare | 0 |
| Tackle totali              | 0 |
| Sack fatti                 | 0 |
| Intercetti fatti           | 0 |
| Fumble forzati             | 0 |